# La Barre-de-Semilly
La Barre-de-Semilly est une commune française, située dans le département de la Manche en région Normandie, peuplée de 1 033 habitants.

## Géographie
La commune est à l'est du Pays saint-lois. Son bourg est à 5 km limitrophe à l'est de Saint-Lô, à 12 km au nord de Torigni-sur-Vire et à 12 km au sud de Saint-Clair-sur-l'Elle. Il est traversé par le Semilly, petit ruisseau de première catégorie qui prend sa source à Saint-Pierre-de-Semilly et se jette non loin, dans la retenue artificielle de Fumichon. Il est situé au bord de la route départementale 972 et à deux pas du rond-point de la zone Delta de Saint-Lô.
Le territoire est bordé par la route départementale no 972 — ancienne route nationale 172 — reliant Saint-Lô à Bayeux au nord-est et traversé par la D 11 joignant le chef-lieu de département à Caumont-l'Éventé par Saint-Jean-des-Baisants à l'est. Le bourg s'étale entre ces deux voies le long de la D 549 qui se prolonge au sud vers Sainte-Suzanne-sur-Vire. D'autres départementales plus modestes desservent les différents lieux-dits de la commune. L'accès à l'échangeur no 3 de la route nationale 174 est à 3 km au sud-ouest. Il permet de retrouver l'A84 à Guilberville (échangeur 40) à 20 km au sud.
La Barre-de-Semilly est dans le bassin de la Vire, par son affluent le Fumichon qui traverse le sud du territoire. Trois de ses affluents parcourent le territoire communal : le ruisseau des Étangs de Semilly qui marque la limite au nord, le ruisseau de Baudre, en limite est, et le ruisseau du Pont Huet qui draine le centre du territoire.
Le point culminant (166 m) se situe en limite est, près du lieu-dit l'Hôtel Toupin. Le point le plus bas (48 m) correspond à la sortie du Fumichon du territoire, au sud-ouest. La commune est bocagère.
Le climat est océanique, comme dans tout l'Ouest de la France. La station météorologique la plus proche est Caen-Carpiquet, à 43 km, mais Granville-Pointe du Roc est 50 km. Le Saint-Lois s'en différencie toutefois pour la pluviométrie annuelle qui, à La Barre-de-Semilly, avoisine les 900 mm.
La commune est structurée en une trentaine de hameaux : la Mazure, la Motte, la Bache, le Blanc Pignon, la Longue Maison, le Quenot, la Moulinière, la Cosnetière, la Meneulière, la Lande, l'Hôtel-Ferrier, le Jardin, les Jardins, le Parc, la Hamel-Aubrée, l'Hôtel-Toupin, les Monts Joie, Plantro, les Chasses, l'Avenue, la Duranderie, les Fontaines, les Fondraies, la Rougerie, la Percherie, la Pouerie, le Caillou, Bouligny, la Houeslière, Arondel, le Ruffey, le Roussel, le Bordel.
| Saint-André-de-l'Épine, Saint-Lô | Saint-Pierre-de-Semilly                                   | Saint-Pierre-de-Semilly                                   |
| Saint-Lô                         | La Barre-de-Semilly                                       | Saint-Jean-d'Elle (comm. dél. de Saint-Jean-des-Baisants) |
| Condé-sur-Vire                   | Saint-Jean-d'Elle (comm. dél. de Saint-Jean-des-Baisants) | Saint-Jean-d'Elle (comm. dél. de Saint-Jean-des-Baisants) |

### Hydrographie
La commune est située dans le bassin Seine-Normandie. Elle est drainée par le Fumichon, le ruisseau des Étangs de Semilly, le ruisseau de Baudre et le ruisseau du Pont Huet,,.

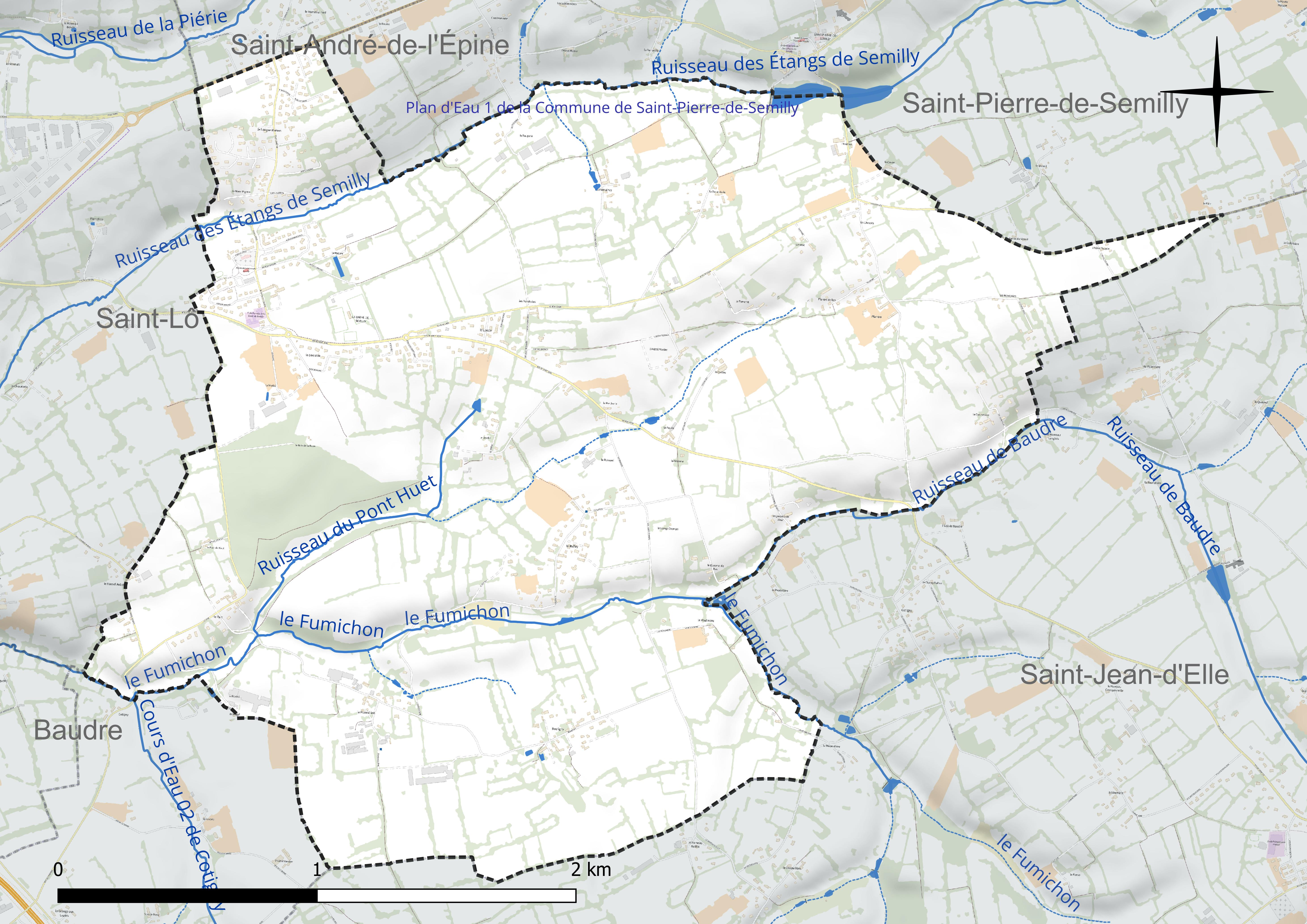
Réseau hydrographique de la Barre-de-Semilly.

Un plan d'eau complète le réseau hydrographique : le plan d'eau 1 de la commune de Saint-Pierre-de-Semilly, d'une superficie totale de 1,4 ha (0,6 ha sur la commune),.

### Climat
Pour des articles plus généraux, voir Climat de la Normandie et Climat de la Manche.
En 2010, le climat de la commune est de type climat océanique franc, selon une étude du CNRS s'appuyant sur une série de données couvrant la période 1971-2000. En 2020, Météo-France publie une typologie des climats de la France métropolitaine dans laquelle la commune est exposée à un climat océanique et est dans la région climatique  Normandie (Cotentin, Orne), caractérisée par une pluviométrie relativement élevée (850 mm/a) et un été frais (15,5 °C) et venté. Parallèlement le GIEC normand, un groupe régional d'experts sur le climat, différencie quant à lui, dans une étude de 2020, trois grands types de climats pour la région Normandie, nuancés à une échelle plus fine par les facteurs géographiques locaux. La commune est, selon ce zonage, exposée à un « climat contrasté des collines », correspondant au Bocage normand, bien arrosé, voire très arrosé sur les reliefs les plus exposés au flux d'ouest, et frais en raison de l'altitude.
Pour la période 1971-2000, la température annuelle moyenne est de 10,5 °C, avec une amplitude thermique annuelle de 12,1 °C. Le cumul annuel moyen de précipitations est de 952 mm, avec 14,3 jours de précipitations en janvier et 8,5 jours en juillet. Pour la période 1991-2020, la température moyenne annuelle observée sur la station météorologique la plus proche, située sur la commune de Condé-sur-Vire à 7 km à vol d'oiseau, est de 11,3 °C et le cumul annuel moyen de précipitations est de 956,7 mm,. Pour l'avenir, les paramètres climatiques de la commune estimés pour 2050 selon différents scénarios d'émission de gaz à effet de serre sont consultables sur un site dédié publié par Météo-France en novembre 2022.

## Urbanisme

### Typologie
Au 1er janvier 2024, La Barre-de-Semilly est catégorisée commune rurale à habitat dispersé, selon la nouvelle grille communale de densité à sept niveaux définie par l'Insee en 2022.
Elle est située hors unité urbaine.
Par ailleurs la commune fait partie de l'aire d'attraction de Saint-Lô, dont elle est une commune de la couronne,. Cette aire, qui regroupe 63 communes, est catégorisée dans les aires de 50 000 à moins de 200 000 habitants,.

### Occupation des sols

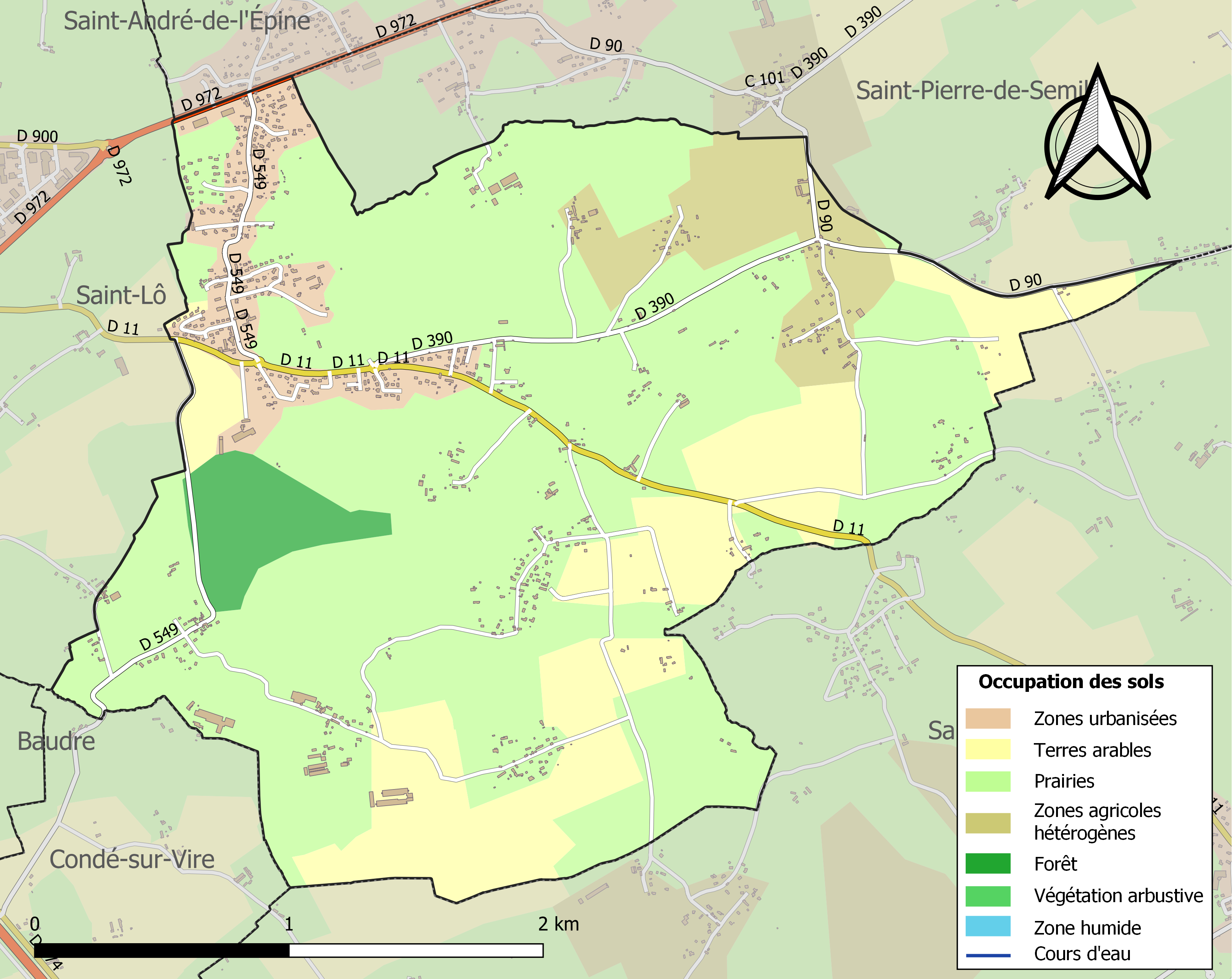
Carte des infrastructures et de l'occupation des sols de la commune en 2018 (CLC).

L'occupation des sols de la commune, telle qu'elle ressort de la base de données européenne d'occupation biophysique des sols Corine Land Cover (CLC), est marquée par l'importance des territoires agricoles (90,2 % en 2018), en diminution par rapport à 1990 (93,5 %).
La répartition détaillée en 2018 est la suivante : prairies (64,6 %), terres arables (18,6 %), zones agricoles hétérogènes (7 %), zones urbanisées (6,4 %), forêts (3,3 %).
L'évolution de l'occupation des sols de la commune et de ses infrastructures peut être observée sur les différentes représentations cartographiques du territoire : la carte de Cassini (XVIIIe siècle), la carte d'état-major (1820-1866) et les cartes ou photos aériennes de l'IGN pour la période actuelle (1950 à aujourd'hui).

## Toponymie
Le nom de la localité est attesté sous la forme Barra de Veteri Symilleio en l288.
Le nom de Semilly représente l'appellation initiale d'un domaine qui fut démembré en deux paroisses, La Barre-de-Semilly et Saint-Pierre-de-Semilly.
Une première trace du démembrement est attestée dès le XIIe siècle par la forme Similleium vetus, « Semilly le Vieux », qui restera en usage jusqu'à la fin du XVIIIe siècle, et qui suppose une distinction d'avec un habitat de création plus récente.
L'élément la Barre apparaît dans les textes à la fin du XIIIe siècle, et fait peut-être allusion à une réserve seigneuriale, un endroit clos, ou encore à une frontière ou limite de juridiction (de l'ancien français bare « barrière, clôture, porte »). Le mot barre a également désigné en toponymie des éperons rocheux, des remparts, et souvent les deux à la fois (site naturel fortifié).
Semilly représente un toponyme gallo-romain°SIMILIACU, formé avec le suffixe gallo-roman -ACU ajouté à un nom de personne. Le premier élément est l'anthroponyme gallo-romain Similius, d'où le sens global de « domaine rural de Similius ». Ce type toponymique se rencontre également dans le Calvados (Semilly, hameau à Cussy), dans l'Aisne et la Haute-Marne.
Avant la Révolution la paroisse portait le nom de Saint-Ébremond-la-Barre, d'où le nom du saint de l'église.
Le gentilé est Barrien.
Microtoponymie
Le hameau Bouligny était le domaine du gallo-romain Bolinius (Bolinus+-acum > Boliniacum).
Les hameaux en Y-ère, Y-erie, Hotel/Maison Y, les Y sont des constructions récentes. À l'origine, ils désignaient la ferme de la famille Y. Quenot = ferme des Quenot ; Moulinière = ferme des Moulin ; Cosnetière = ferme des Cosnet ; Meneulière = ferme des Meneule ; Hôtel-Ferrier = ferme des Ferrier ; Hamel-Aubrée = ferme des Aubrée ; Hôtel-Toupin = ferme des Toupin ; Duranderie = ferme des Durand ; Fontaines = ferme des Fontaine ; Fondraies = ferme des Fondre ; Rougerie = ferme des Rouge ; Percherie = ferme des Perche ; Pouerie = ferme des Pouer ; Houeslière = ferme des Houesle ; Ruffey = ferme des Ruffey ; Roussel = ferme des Roussel ; Bordel = ferme des Bordel.

## Histoire
Un Guillaume et Jean de Semilly accompagnèrent le duc de Normandie, Robert Courteheuse, à la première croisade (1096-1099).
Sous l'Ancien Régime, la paroisse dépendait de la généralité de Caen, de l'élection de Bayeux (1612/1636, 1677), puis de Saint-Lô (1713), et de la sergenterie de Thorigny.
Le village est détruit en 1944.

## Politique et administration

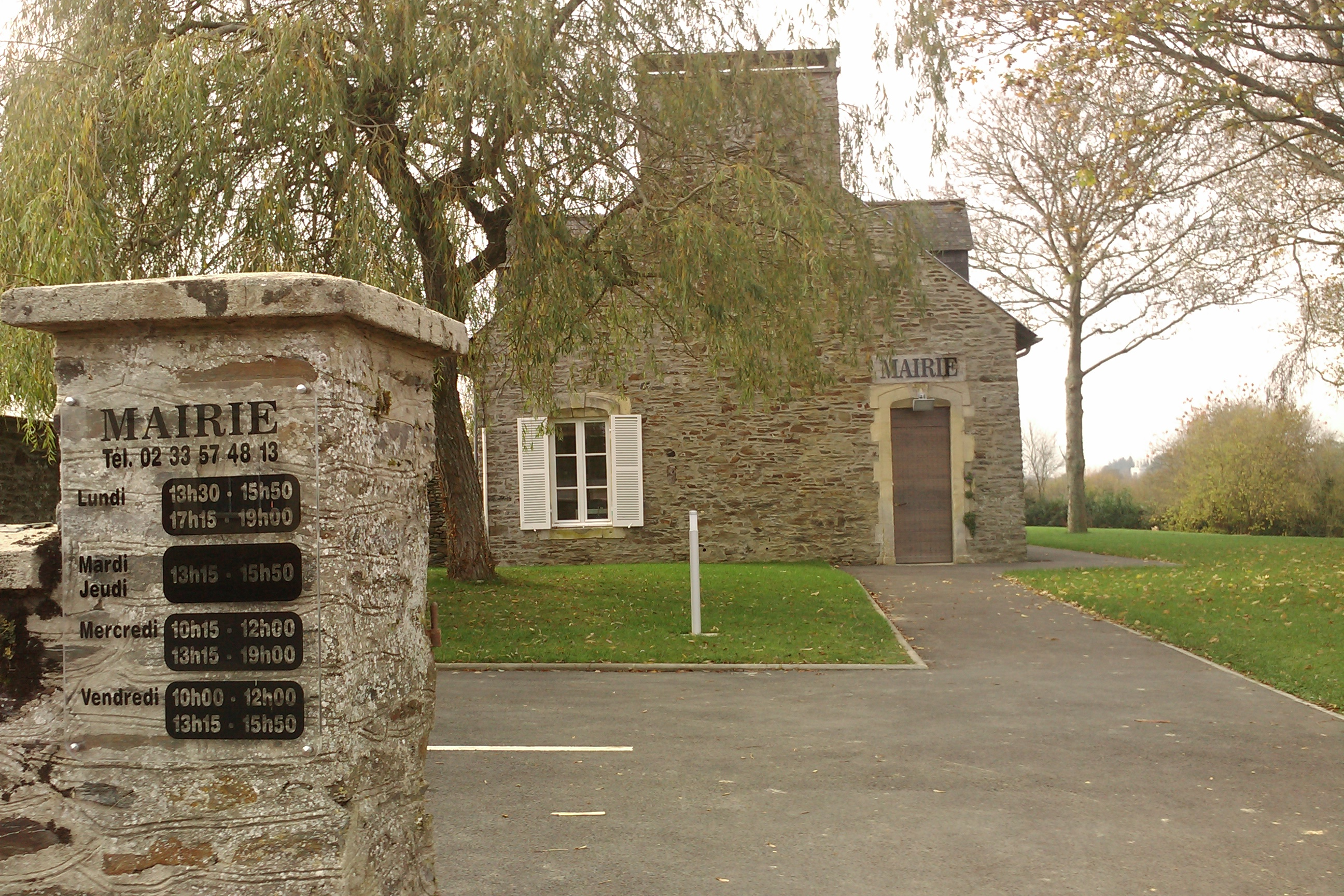
La mairie.

Le conseil municipal est composé de quinze membres dont le maire et deux adjoints.

## Équipements et services publics
Le centre de loisirs de La Barre-de-Semilly a ouvert ses portes en 1995. Il a une capacité d'accueil de cinquante enfants âgés de plus de 3 ans encadrés par cinq animateurs.

## Population et société

### Démographie
L'évolution du nombre d'habitants est connue à travers les recensements de la population effectués dans la commune depuis 1793. Pour les communes de moins de 10 000 habitants, une enquête de recensement portant sur toute la population est réalisée tous les cinq ans, les populations de référence des années intermédiaires étant quant à elles estimées par interpolation ou extrapolation. Pour la commune, le premier recensement exhaustif entrant dans le cadre du nouveau dispositif a été réalisé en 2006.
En 2022, la commune comptait 1 033 habitants, en évolution de +4,55 % par rapport à 2016 (Manche : −0,31 %, France hors Mayotte : +2,11 %).
Devenue commune périurbaine, La Barre-de-Semilly a doublé sa population entre la fin des années 1960 et le début des années 2000.
| 1793 | 1800 | 1806 | 1821 | 1831 | 1836 | 1841 | 1846 | 1851 |
| ---- | ---- | ---- | ---- | ---- | ---- | ---- | ---- | ---- |
| 576  | 592  | 626  | 602  | 634  | 608  | 617  | 564  | 513  |

| 1856 | 1861 | 1866 | 1872 | 1876 | 1881 | 1886 | 1891 | 1896 |
| ---- | ---- | ---- | ---- | ---- | ---- | ---- | ---- | ---- |
| 492  | 492  | 536  | 510  | 507  | 485  | 505  | 475  | 486  |

| 1901 | 1906 | 1911 | 1921 | 1926 | 1931 | 1936 | 1946 | 1954 |
| ---- | ---- | ---- | ---- | ---- | ---- | ---- | ---- | ---- |
| 455  | 427  | 407  | 364  | 369  | 394  | 396  | 461  | 407  |

| 1962 | 1968 | 1975 | 1982 | 1990 | 1999 | 2006 | 2011 | 2016 |
| ---- | ---- | ---- | ---- | ---- | ---- | ---- | ---- | ---- |
| 360  | 403  | 513  | 621  | 656  | 792  | 932  | 948  | 988  |

| 2021  | 2022  | - | - | - | - | - | - | - |
| ----- | ----- | - | - | - | - | - | - | - |
| 1 034 | 1 033 | - | - | - | - | - | - | - |

### Sports et loisirs
L'Union sportive Semilly-Saint-André fait évoluer une équipe de football en ligue de Basse-Normandie et une deuxième équipe en division de district. Née en 1976 de la fusion de l'Étoile sportive de La Barre-de-Semilly et de l'Avenir de Semilly-Saint-André, elle regroupe des joueurs des communes de Saint-André-de-l'Épine, Saint-Pierre-de-Semilly et La Barre-de-Semilly.
Depuis 2022, le club est présidé par deux coprésidents : MM. Olivier Marie et Dimitri Aumond[réf. nécessaire].

## Lieux et monuments
- L'église romane Saint-Ébremond des Xe – XIIe siècles est inscrite au titre des monuments historiques par arrêté du 2 août 1946[37]. Elle date du XIIe siècle (du second tiers selon les spécialistes, c'est-à-dire entre 1130 et 1170), tout au moins pour sa partie la plus ancienne, le chœur, et probablement la plupart des murs, avec un appareil en arête-de-poisson. Elle abrite une épitaphe de Gires Lecuqu du XVe, des fonts baptismaux du XIIe, une verrière (1958) de Simone Flandrin-Latron et des Ateliers Daumont-Tournel.
- Étangs de Semilly.